# Џанг Ке
Џанг Ке (кин: 张轲, романизовано Zhang Ke;  12. април 2001) кинеска је пливачица чија ужа специјалност су маратонске и дугопругашке трке слободним стилом.

## Спортска каријера
Џанг је дебитовала на међународној пливачкој сцени 2015. такмичећи се на митингу светског купа у малим базенима одржаном у Паризу. Прво велико такмичење на коме је учествовала је било Панпацифичко првенство одржано у Токију 2018. где јој је најбољи резултат било 11. место у трци на 1.500 метара слободним стилом.
Дебитантски наступ на светским првенствима је уписала у корејском Квангџуу 2019. где је пливала у квалификацијама трке на 1.500 слободно, а које је окончала на 23. месту у конкуренцији 29 такмичарки.